# Epiplema conchiferata
Epiplema conchiferata är en fjärilsart som beskrevs av Moore 1887. Epiplema conchiferata ingår i släktet Epiplema och familjen Uraniidae. Inga underarter finns listade i Catalogue of Life.